# Drapelul Coreei de Sud
Steagul Coreei de Sud, cunoscut și ca Taegeukgi, este format din 3 părți: fundalul alb; în centru - un „taegeuk”, cerc împărțit de o linie sinuoasă în două jumătăți egale:roșie și albastră, iar în jurul acestuia - patru trigrame negre, fiecare într-un colț al drapelului.

## Componente
Fundalul steagului este alb, culoarea tradițională a coreenilor, caracterizând îmbrăcămintea de zi de zi (din bumbac sau cânepă) a coreenilor în secolul al XIX-lea, și simbolizând dorința de pace și puritatea. Cercul din mijloc, „Taegeuk”, (în chineză „Taijitu” sau „Taichi-tu”) cuprinde două jumătăți - roșie și albastră, cu un aspect asemănător unor virgule îmbinate - care simbolizează principiile Yin și Yang (la coreeni: Um Yang sau Eum Yang) din filozofia daoistă. El reprezintă echilibrul universului și concepția după care originea tuturor lucrurilor stă în armonia dintre Yin și Yang. Yin reprezintă forțele cosmice negative sau reactive simbolizate de culoarea albastră - aflată în partea inferioară a cercului, iar Yang, forțele opuse pozitive sau proactive reprezentate în roșu - aflată în partea superioară. Cele două principii se află între ele într-un echilibru perfect și armonie. Împreună, ele se caracterizează prin mișcarea continuă, infinită.
Cele patru trigrame gua (kwae), care au fost alese dintre cele opt trigrame (Bagua) din vechea „Carte a Prefacerilor” Yi-Jing (din China, dinainte de secolul V î.e.n.), cunoscută în Coreea ca „Yeok” , reprezintă principiul mișcării și armoniei. Culoarea neagră a trigramelor simbolizează viligența, stabilitatea, dreptatea și castitatea. 
Cele patru trigrame prezente pe drapel sunt:
|  | Nume în coreeană | Natură           | Anotimp             | Punct cardinal | Patru virtuți         | Familie           | Patru elemente   | Însemnătate                  |
|  | ---------------- | ---------------- | ------------------- | -------------- | --------------------- | ----------------- | ---------------- | ---------------------------- |
|  | geon (건 / 乾)   | cer(천 / 天)     | primăvară (춘 / 春) | est (동 / 東)  | omenie (인 / 仁)      | tată (부 / 父)    | metal (금 / 金)  | justiție (정의 / 正義)       |
|  | ri (리 / 離)     | soare (일 / 日)  | toamnă (추 / 秋)    | sud (남 / 南)  | curtoazie (예 / 禮)   | fiu (중남 / 子)   | foc (화 / 火)    | înțelepciune (지혜 / 智慧)   |
|  | gam (감 / 坎)    | lună (월 / 月)   | iarnă (동 / 冬)     | nord (북 / 北) | inteligență (지 / 智) | fiică (중녀 / 女) | apă (수 / 水)    | vitalitate (생명력 / 生命力) |
|  | gon (곤 / 坤)    | pământ (지 / 地) | vară (하 / 夏)      | vest (서 / 西) | dreptate (의 / 義)    | mamă (모 / 母)    | pământ (토 / 土) | fertilitate (풍요 / 豊饒)    |

În mod tradițional, trigramele sunt asociate celor patru elemente ale universului, celor patru anotimpuri, celor patru puncte cardinale , de asemenea soarelui, lunii, cerului și pământului.
În contextul național fondul alb al steagului este uneori interpretat ca simbolul țării, cercul Taegeuk ca simbol al poporului iar trigramele ca simbol al guvernării.

## Definirea culorilor, materialelor si dimensiunilor
| Spațiu de culoare | Munsell      | CIE (x, y, Y)        | Pantone | Hex triplet |
| Alb               | N 0.5        | N/A                  | N/A     | #FFFFFF     |
| Roșu              | 6.0R 4.5/14  | 0.5640, 0.3194, 15.3 | 186c    | #CD2E3A     |
| Albastru          | 5.0PB 3.0/12 | 0.1556, 0.1354, 6.5  | 294c    | #0047A0     |
| Negru             | N 9.5        | N/A                  | N/A     | #000000     |

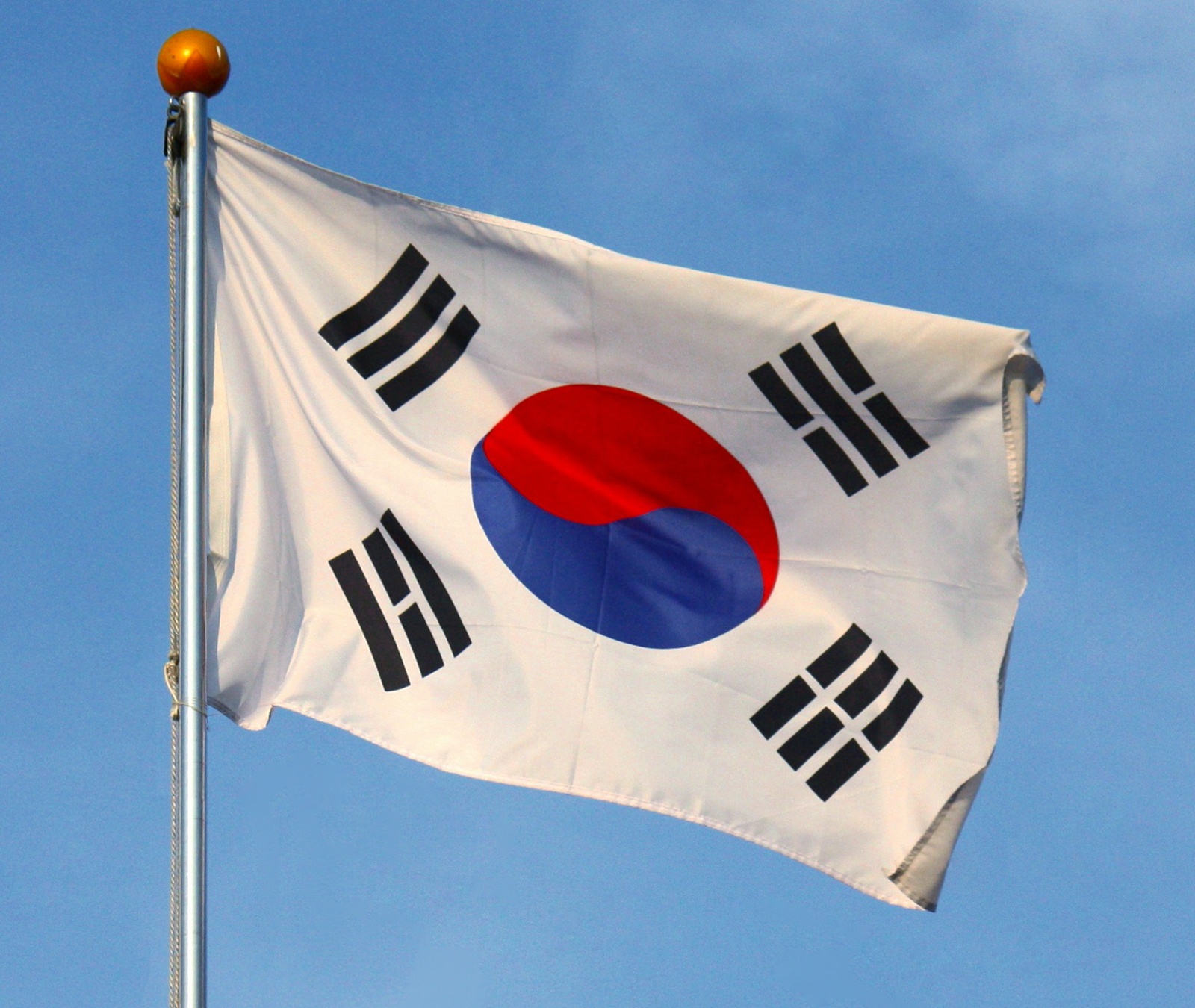
Drapelul Coreei de Sud

Schema steagului

Proporția dintre lungimea și lărgimea steagului este 3:2.
Vârful steagului este in forma unei flori de Hibiscus syriacus (mugunghwa) colorată auriu, cu cinci sepale.
Catargul steagului este confecționat din bambus sau din oțel, și colorat asemănător copacului de bambus. 
,

## Istorie

Steagul personal Eo Gi al regelui coreean din dinastia Joseon (Choson) prin anul 1800
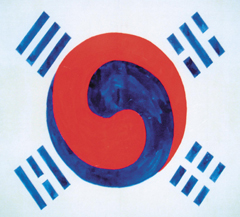
Taegukgi, așa cum a fost desenat de Pak Yeong-hyo (septembrie 1882)
Taegukgi în noiembrie 1882
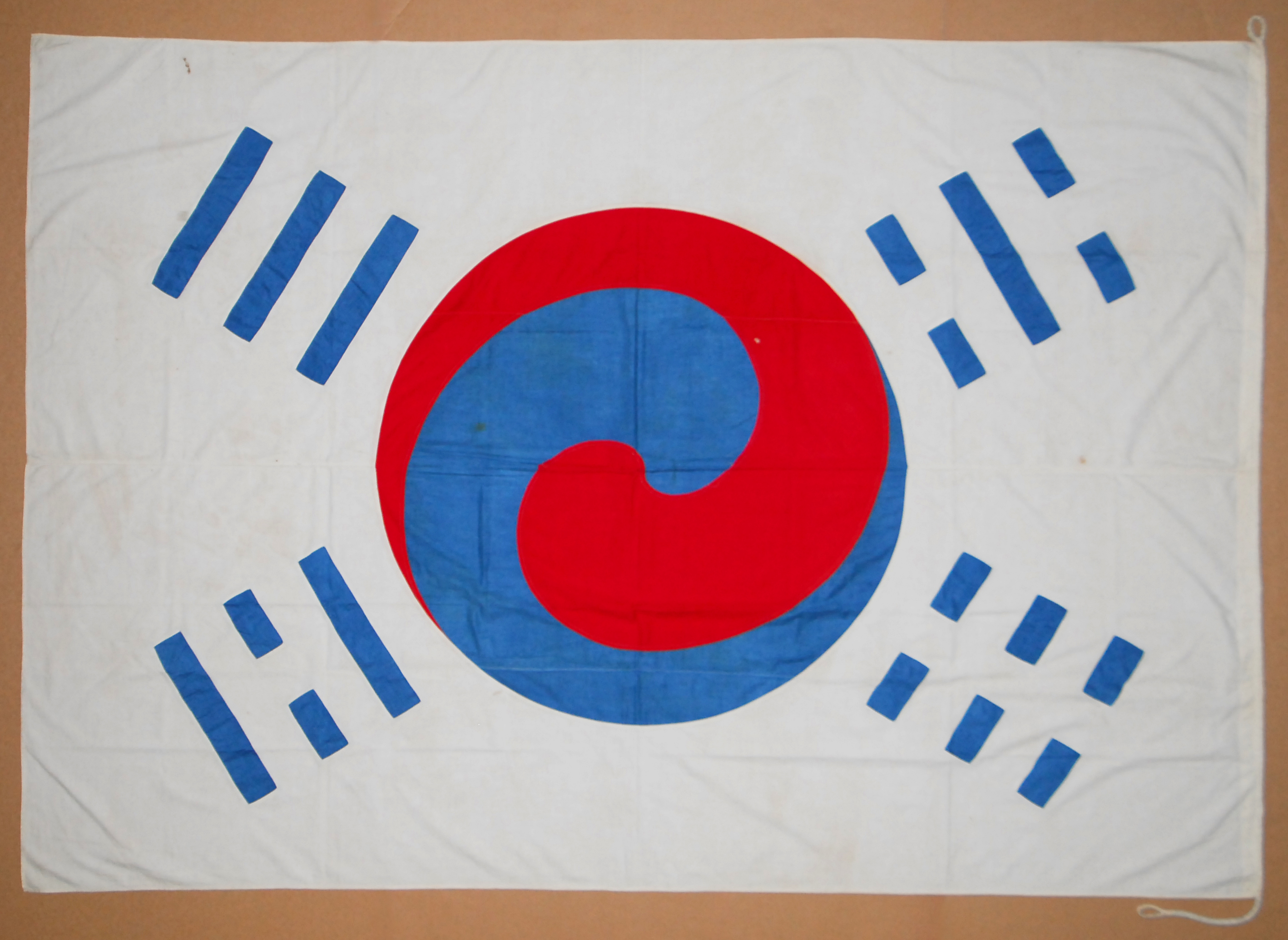
Taegukgi, drapelul Imperiului Coreean în ultimul său an de existență (1910)
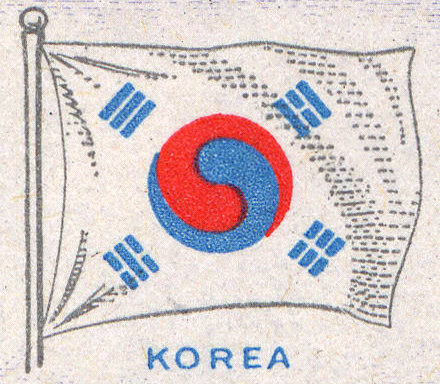
Drapelul Coreei, pe o marcă poștală americană din (1944)
Drapelul național al Coreei în anii de administrație militară provizorie (1945–1948)
Drapelul național al Coreei de Sud în anii (1948-1949)
Drapelul național al Coreei de Sud în anii (1949-1997)
Drapelul național al Coreei de Sud în anii (1997-prezent)

Pe la 1800 a existat un stindard personal, Eo Gi (어기), al regelui Coreei, având un fundal roșu-bordo, în mijloc un cerc divizat la mijloc iar în jur opt trigrame (Taijitu Bagua) și franjuri negre, dar el nu îndeplinea încă funcția de drapel al țării.
Chestiunea absenței unui steag național a fost ridicată prima dată în anul 1876, în anii monarhiei dinastiei Choson (Joseon), cu ocazia negocierilor pentru tratatul cu Japonia. În timp ce delegatul japonez era înzestrat cu un drapel național, Coreea nu avea încă ceva similar. Au fost emise propuneri pentru crearea unui astfel de drapel, dar guvernul a considerat că subiectul nu are o prea mare importanță. La numai câțiva ani după aceea, în 1880 proliferarea negocierilor cu țări străine a readus chestiunea în actualitate.
În septembrie 1880 poetul și diplomatul chinez Huang Zunxian, care era atunci consilier al trimisului Chinei în Japonia,He Ru-zhang, a scris articolul „Strategia coreeană” (“Chao-xian Ce-lue”) a recomandat adoptarea de către armata și flota coreeană a unor elemente din drapelul cu dragon al Dinastiei chineze Qing.(un dragon cu cinci ghiare pe fond albastru)   
În anii 1856 și 1871, într-o perioadă în care Coreea era în mod formal vasală Chinei, în documente japoneze steagul chinez galben cu dragon negru, nori albaștri și franjuri roșii era indicat ca stindardul dinastiei coreene. În 1876 un alt document japonez înfățișa ca stindard regal coreean un drapel cu fundal albastru, dragon galben și franjuri roșii  Opțiunea steagului chinezesc nu a fost acceptată.
A fost propusă la un moment dat și opțiunea unui steag asemănător cu cel japonez. Diplomatul chinez Ma Jianzhong, din anturajul generalului Li Hongzhang, unul din stâlpii monarhiei Qing din China, a propus o variantă, având în mijlocul unui fundal alb, un cerc împărțit pe jumătate în roșu și jumătate în negru, iar în jur opt linioare negre.

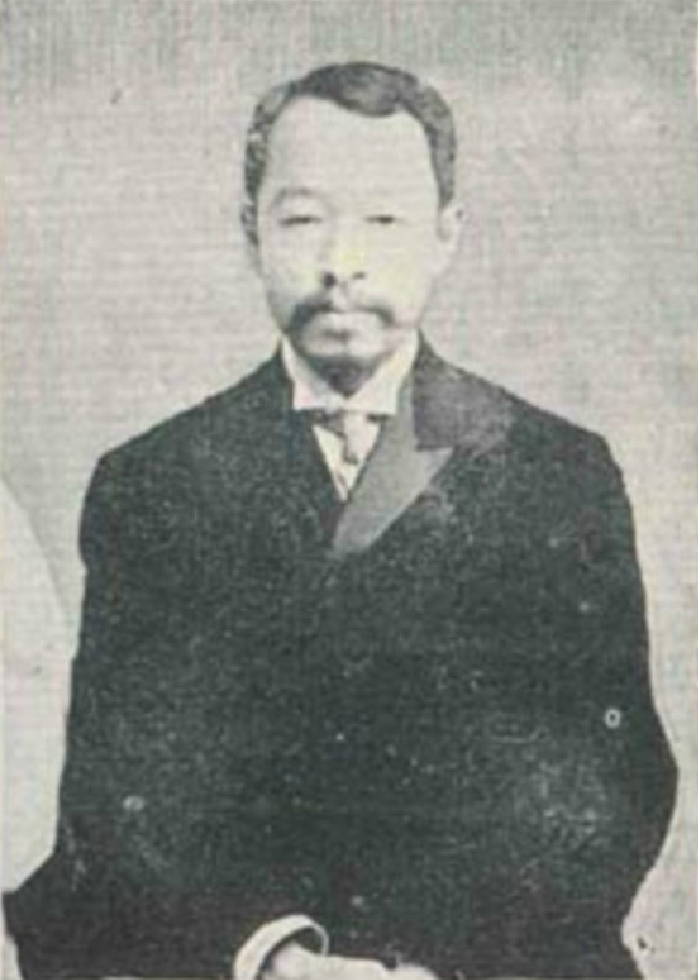
Pak Yeong-hyo (1861-1939), creatorul steagului regatului Coreea (1882), azi drapelul Coreei de Sud

În cele din urmă, steagul actual al Coreei de sud, Taegeukgi, adica „Al Marilor Extreme” sau „Al Marilor Principii”, în versiunile sale timpurii, a fost conceput în septembrie 1882, anul semnării tratatului dintre Coreea și Statele Unite, în timpul domniei împăratului Gojong. Autorul său era prințul Pak (Bak) Yeong-hyo, care fusese numit ambasador al Coreei în Japonia și care a desenat drapelul pe bordul vaporului care îl ducea spre Japonia. Pak Yeoung-hyo s-a bazat pe cercul Taegeuk și pe patru trigrame din cele opt, toate pe un fond alb. El a folosit steagul prima dată la 25 septembrie 1882. La 3 octombrie 1882 el a prezentat drapelul regelui Gojong, iar acesta l-a declarat steag oficial al regatului Choson la 6 martie 1883, ulterior între anii 1897-1910 devenind drapelul Imperiului coreean Taehan. Coreea  a fost ocupată de Japonia în anul 1905 iar în anul 1910 ea a fost anexată de Imperiul japonez. După 1910 japonezii au interzis în Coreea folosirea altor steaguri decât cel al Japoniei. Drapelul Taegeukgi a devenit un simbol al rezistenței și al luptei pentru independență. Cine era prins în posesia lui era executat. Guvernul provizoriu în exil al Coreei (1919-1945) și apoi Guvernământul militar american în Coreea au rămas atașate acestui steag, instrucțiuni precise asupra alcătuirii și dimensiunilor steagului fiind enunțate abia în anul 1942.
La 29 iunie 1942 guvernul provizoriu în exil al Coreei a emis pentru prima dată o lege care indica datele precise ale steagului.
După eliberarea de sub ocupația japoneză în 1945, țara s-a împărțit în două de-a lungul latitudinii de 38 de grade. La 15 august 1948 în zona de sud controlată de S.U.A  a fost proclamată Republica Coreea sau Coreea de Sud.Noul stat a adoptat prin lege drapelul din 1882, cu indicații precise. O comisie specială numită de guvernul sud-coreean în ianuarie 1949 a adoptat regulamentul cu privire la drapelul național la 15 octombrie 1949. La 25 ianuarie 1950 el a fost proclamat în mod oficial, prevăzându-se o ușoară revizie. În 1984 și 1997 s-au introdus prin lege ușoare modificări: la 21 februarie 1984 s-a specificat distanța dintre linioarele intrerupte din trigrame, iar in octombrie 1997 s-a hotărât pentru prima data definirea precisă a culorilor.
În Coreea de nord a mai dăinuit drapelul Taegeukgi în vremea guvernării Comitetului Provizoriu al Poporului până în 1947-1948 , când a fost înlocuit cu un steag de inspirație comunistă, probabil sovietică.
În centrul Parcului Yongsan, în apropierea Muzeului Național al Coreei de Sud, la Seul se află parcul Steagului Național Taegukgi. Parcul acesta, închinat patriotismului coreean, are forma unei flori de Hibiscus syriacus și adăpostește 50 de steaguri naționale care flutură în vânt.